# Yannick Pelletier
Yannick Pelletier (ur. 22 września 1976 w Biel/Bienne) – szwajcarski szachista, arcymistrz od 2000 roku.

## Kariera szachowa
Od połowy lat 90. należy do ścisłej czołówki szwajcarskich szachistów. W 1995 r. zdobył pierwszy tytuł mistrza kraju, kolejne cztery wywalczył w latach 2000, 2002, 2010 i 2014. Wielokrotnie reprezentował Szwajcarię w turniejach drużynowych, m.in.:
- dziesięciokrotnie na olimpiadach szachowych (w latach 1996, 1998, 2000, 2002, 2004, 2006, 2008, 2010, 2012, 2014)[3],
- na drużynowych mistrzostwach świata (w roku 1997)[4],
- dziewięciokrotnie na drużynowych mistrzostwach Europy (w latach 1997, 1999, 2001, 2003, 2005, 2007, 2009, 2011, 2013)[5],
- pięciokrotnie na turniejach o Puchar Mitropa (Mitropa Cup) (w latach 1995, 1998, 1999, 2000, 2005)[6].

W 2001 r. podzielił I miejsce w otwartym turnieju w Neuchâtel, w 2002 powtarzając ten sukces. Wielokrotnie zwyciężał (bądź dzielił I miejsca) w turniejach open w Zurychu, m.in. w latach 2001, 2002, 2004 oraz 2006. W 2007 r. osiągnął duży sukces, zajmując III miejsce w bardzo silnie obsadzonym turnieju Biel Chess Festival (za Magnusem Carlsenem i Aleksandrem Oniszczukiem, a przed m.in. Judit Polgár, Aleksandrem Griszczukiem i Tejmurem Radżabowem).
Najwyższy ranking w dotychczasowej karierze osiągnął 1 stycznia 2003 r., z wynikiem 2624 punktów zajmował wówczas 69. miejsce na światowej liście FIDE, jednocześnie zajmując 2. miejsce (za Wiktorem Korcznojem) wśród szwajcarskich szachistów.
Od 2004 r. jest członkiem zarządu Stowarzyszenia Szachowych Zawodowców.